# Полдінг (округ, Джорджія)
Шаблон:StateAbbr_ 33°55′ пн. ш. 84°52′ зх. д. / 33.92° пн. ш. 84.87° зх. д.
Округ Полдінг (англ. Paulding County) — округ (графство) у штаті Джорджія, США. Ідентифікатор округу 13223.

## Історія
Округ утворений 1832 року.

## Демографія
За даними перепису
2000 року
загальне населення округу становило 81678 осіб, зокрема міського населення було 49156, а сільського — 32522.
Серед мешканців округу чоловіків було 40873, а жінок — 40805. В окрузі було 28089 домогосподарств, 22893 родин, які мешкали в 29274 будинках.
Середній розмір родини становив 3,2.
Віковий розподіл населення поданий у таблиці:
| Стать    | До 15 років | 15-21 | 22-29 | 30-39 | 40-49 | 50-65 | 65-85 | Понад 85 |
| -------- | ----------- | ----- | ----- | ----- | ----- | ----- | ----- | -------- |
| Чоловіки | 11292       | 3491  | 4696  | 8777  | 5943  | 4655  | 1909  | 110      |
| Жінки    | 10485       | 3229  | 5402  | 8490  | 5677  | 4717  | 2489  | 316      |

## Суміжні округи
- Бартоу — північ
- Кобб — схід
- Дуглас — південний схід
- Керролл — південь
- Гералсон — південний захід
- Полк — захід

## Виноски
1. ↑  U.S. Decennial Census. United States Census Bureau. Процитовано 25 червня 2014.
2. ↑  Historical Census Browser. University of Virginia Library. Архів оригіналу за 11 серпня 2012. Процитовано 25 червня 2014.
3. ↑  Population of Counties by Decennial Census: 1900 to 1990. United States Census Bureau. Процитовано 25 червня 2014.
4. ↑  Census 2000 PHC-T-4. Ranking Tables for Counties: 1990 and 2000 (PDF). United States Census Bureau. Процитовано 25 червня 2014.
5. ↑  Paulding County, GA. United States Census Bureau. Процитовано 14 квітня 2018.(англ.) Наведено за англійською вікіпедією.
6. ↑  American FactFinder. Бюро перепису населення США. Архів оригіналу за 26 лютого 2012. Процитовано 31 січня 2008.

| США | Це незавершена стаття з географії США. Ви можете допомогти проєкту, виправивши або дописавши її. |